# ジェームス・ボニチ
ジェームス・ウェイド・ボニチ（James Wade Bonnici , 1972年1月21日 - ）は、アメリカ合衆国ネブラスカ州出身の元プロ野球選手（内野手）。

## 来歴・人物
1990年のMLBドラフト58巡目でシアトル・マリナーズに入団。
1997年のシーズン途中、オリックス・ブルーウェーブに入団。当初は育成目的での入団で二軍の試合に出場し続け、三冠王を獲得（首位打者は規定打席に達しておらず、不足分の打席を凡打として加算し算出された認定首位打者）。閉幕近くに一軍昇格し、3試合連続でスタメン出場するも、4打席2四球、3打席3三振、3打席3三振という結果に終わった。
翌1998年は、開幕から一軍に帯同するも、変化球に対応できず、無安打のままシーズン途中で解雇された。このため、オリックス球団は、前年限りで解雇したトロイ・ニールを急遽呼び戻すことになった。
1999年はデトロイト・タイガース傘下の3Aトレド・マッドヘンズでプレー。
現在はタンパベイ・レイズのマイナーリーグのスカウトの傍ら、マイアミの「Total Sports Complex」の野球部門でコーチを担当している。

## 詳細情報

### 年度別打撃成績
| 年 度     | 球 団      | 試 合 | 打 席 | 打 数 | 得 点 | 安 打 | 二 塁 打 | 三 塁 打 | 本 塁 打 | 塁 打 | 打 点 | 盗 塁 | 盗 塁 死 | 犠 打 | 犠 飛 | 四 球 | 敬 遠 | 死 球 | 三 振 | 併 殺 打 | 打 率 | 出 塁 率 | 長 打 率 | O P S |
| --------- | ---------- | ----- | ----- | ----- | ----- | ----- | -------- | -------- | -------- | ----- | ----- | ----- | -------- | ----- | ----- | ----- | ----- | ----- | ----- | -------- | ----- | -------- | -------- | ----- |
| 1997      | オリックス | 3     | 10    | 8     | 0     | 0     | 0        | 0        | 0        | 0     | 0     | 0     | 0        | 0     | 0     | 2     | 0     | 0     | 6     | 1        | .000  | .200     | .000     | .200  |
| 1998      | オリックス | 9     | 11    | 10    | 0     | 0     | 0        | 0        | 0        | 0     | 0     | 0     | 0        | 0     | 0     | 1     | 0     | 0     | 4     | 0        | .000  | .091     | .000     | .091  |
| 通算：2年 | 通算：2年  | 12    | 21    | 18    | 0     | 0     | 0        | 0        | 0        | 0     | 0     | 0     | 0        | 0     | 0     | 3     | 0     | 0     | 10    | 1        | .000  | .143     | .000     | .143  |

### 記録
NPB
- 初出場・初先発出場：1997年10月5日、対近鉄バファローズ27回戦（グリーンスタジアム神戸）、6番・一塁手として先発出場

### 背番号
- 59 （1997年 - 1998年）